# Christian Buil
| 7718 Desnoux        | 10 marzo 1997   |
| 10222 Klotz         | 29 ottobre 1997 |
| 12042 Laques        | 17 marzo 1997   |
| 19353 Pierrethierry | 10 marzo 1997   |
| 85512 Rieugnie      | 29 ottobre 1997 |

Christian Buil (...) è un astronomo francese.

## Biografia
Pioniere nell'uso della tecnologia CCD nell'astronomia amatoriale, è l'autore di Astronomie CCD: Construction et utilisation des caméras CCD en astronomie amateur, testo di riferimento amatoriale sull'argomento. È inoltre il creatore del software IRIS per il trattamento delle immagini astronomiche. Il Minor Planet Center gli accredita la scoperta di cinque asteroidi, effettuate nel 1997. Gli è stato dedicato l'asteroide 6820 Buil.